# Nickelodeon
Nickelodeon (deseori prescurtat ca Nick) este un canal de televiziune cu plată american care a fost lansat pe 1 aprilie 1979 ca primul canal pe cablu pentru copii. Este operat de Paramount Global prin subsidiara Nickelodeon Group a unității Paramount Media Networks. Canalul este destinat în principal copiilor cu vârstele între 2 și 17 ani, cu o audiență mai mare de familie prin blocurile de programe ale sale.
Canalul și-a început viața ca un test de difuzare pe 1 decembrie 1977 ca parte ca QUBE, un sistem de canal de televiziune pe cablu timpuriu difuzat local în Columbus, Ohio. Canalul, acum numit Nickelodeon, a fost lansat pentru o audiență de toată țara pe 1 aprilie 1979, cu Pinwheel ca programul său inaugural. Canalul a fost inițial lipsit de reclame și a rămas astfel până în 1984.
Pe parcursul istoriei sale, Nickelodeon a introdus numeroase canale soră și blocuri de programe. Nick Jr. este un bloc de programe de dimineață lansat pe 4 ianuarie 1998. Nicktoons, bazat pe marca principală, a fost lansat ca un canal soră separat în 2002. În 1999, Nickelodeon a intrat într-un parteneriat cu Sesame Workshop pentru a crea Noggin, o marcă educațională alcătuită din un canal de televiziune și un site web interactiv. Două blocuri pentru audiențe adolescente, TEENick (anterior pe Nickelodeon) și The N (anterior pe Noggin) au fost contopite ca TeenNick în 2009.
Din septembrie 2018, canalul a fost valabil în 87,167 de milioane de case în Statele Unite ale Americii.

## Vezi și
- Nickelodeon România
- Nickelodeon (Europa Centrală și de Est)
- Nick Jr.
- Nicktoons
- TeenNick